# San Agustín (Palma de Mallorca)
San Agustín (en catalán Sant Agustí) es un barrio de Palma de Mallorca, Baleares, España.
El barrio está delimitado por Cala Mayor, La Bonanova, Génova y Cas Català (Calviá).
Contaba, a 2007, con una población de 4.359 habitantes.

## Actividades acuáticas
La bahía de Palma constituye el elemento geográfico  más ha influyente sobre la ciudad, no solo por las múltiples actividades turísticas e industriales que se desarrollan en el mismo, sino por las deportivas. Es posible realizar la mayoría de deportes acuáticos, especialmente la vela. En estos deportes han sobresalido varios deportistas mallorquines que compiten en los campeonatos del mundo y en los Juegos Olímpicos. Para su práctica existen varios clubes deportivos entre los que destacan el Real Club Náutico de Palma, Escuela de vela Calanova y Club Náutico de Portitxol, entre otros.

## Instalaciones para golf
Para la práctica de esta disciplina deportiva existen los clubes de Golf Son Vida y Son Gual.